# Place des femmes en ingénierie
La place des femmes en ingénierie traite de la présence des femmes dans les métiers technologiques. Selon une enquête de la National Academies Press, les femmes sont souvent sous-représentées dans les domaines du génie, tant dans le monde universitaire que dans la profession d'ingénieur. Un certain nombre d’organisations et de programmes ont été créés pour combattre cette disparité entre les sexes, et lutter contre le manque de représentation des femmes dans les domaines scientifiques.
Sur l'échelle historique, les femmes en ingénierie sont passées d'un nombre anecdotique à une minorité très active.

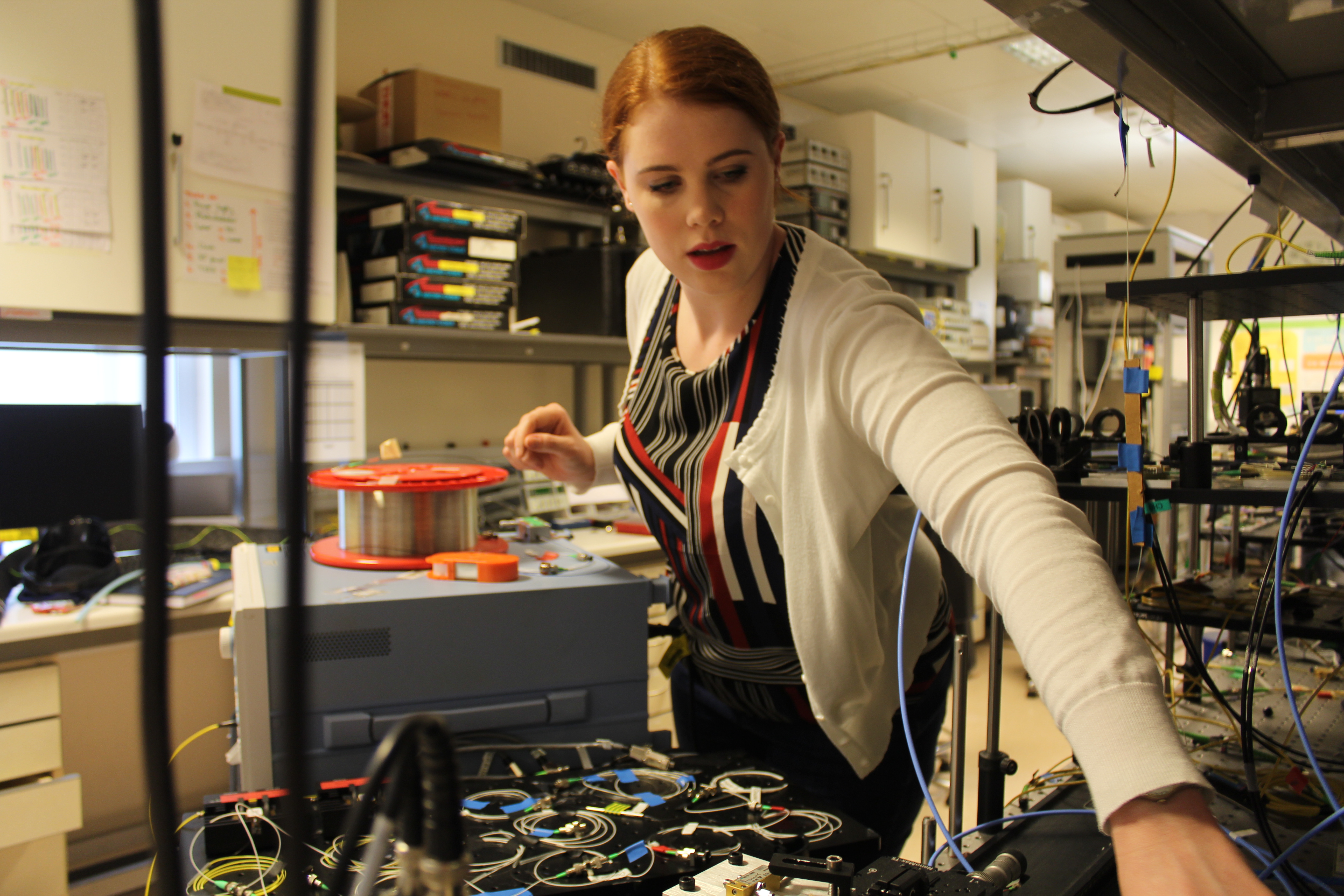
Femme ingénieure travaillant sur un système optique.

## Histoire

### XIXeet début du XXesiècle

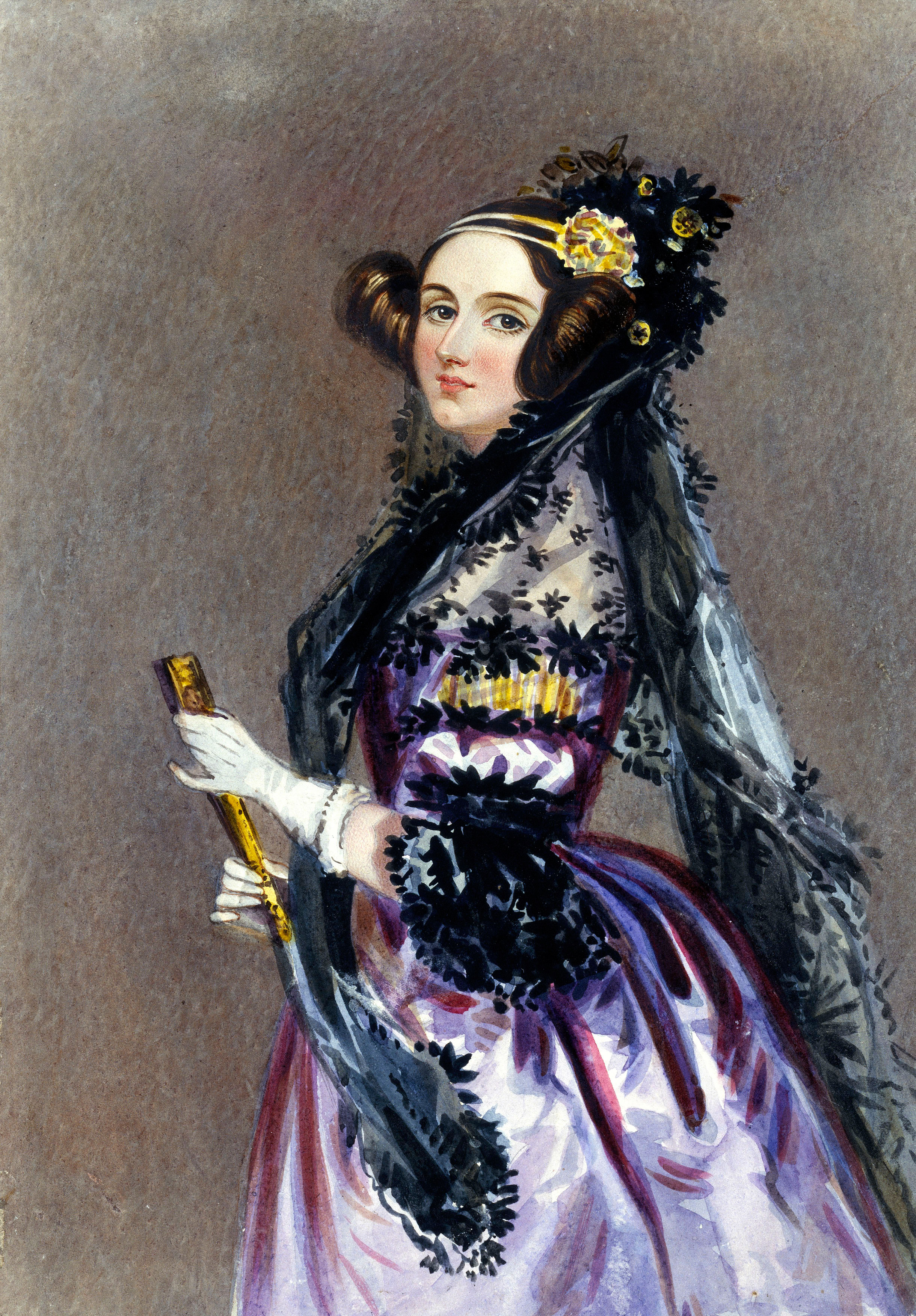
Portrait d'Ada Lovelace (1815-1862), pionnière de la science informatique, par Edward Alfred Chalon, vers 1840.

L'histoire des femmes en tant que conceptrices et constructrices de machines et de structures est antérieure à l'évolution de l'ingénierie en tant que métier. Avant la création du terme « ingénieur » au XIe siècle, les femmes ont contribué aux progrès techniques des sociétés du monde entier. Au XIXe siècle, les femmes qui participent à des travaux d'ingénierie ont souvent une formation académique en mathématiques ou en science. Ada Lovelace étudie les mathématiques à titre privé avant de commencer sa collaboration avec Charles Babbage. Ensemble, ils sont à l'origine de la conception du premier programmeur informatique. Au début du XXe siècle, de plus en plus de femmes sont admises dans les programmes d’ingénierie, mais elles restent généralement considérées comme des exceptions par les hommes de leurs départements.
On constate un important décalage temporel : les États-Unis recensent déjà 201 femmes ingénieur en 1898, 20 ans avant une ouverture significative de ces métiers en Europe.
L'université de Californie à Berkeley est la première université à décerner un baccalauréat en génie pour les femmes. En 1876, Elizabeth Bragg obtient son baccalauréat en génie civil ; elle devient ainsi la première femme ingénieure aux États-Unis,. En 1906, Alice Perry est la première femme à obtenir un diplôme d'ingénieur en Irlande et en Europe. En France, Pauline Liebermann obtient en 1910 son diplôme d'ingénieur à l'Institut chimique de Nancy. En 1917, la première promotion mixte de l'École centrale de Paris s'ouvre aux femmes et, en 1925, Marie-Louise Paris fonde l'École polytechnique féminine.

### Effort de guerre et Seconde Guerre mondiale

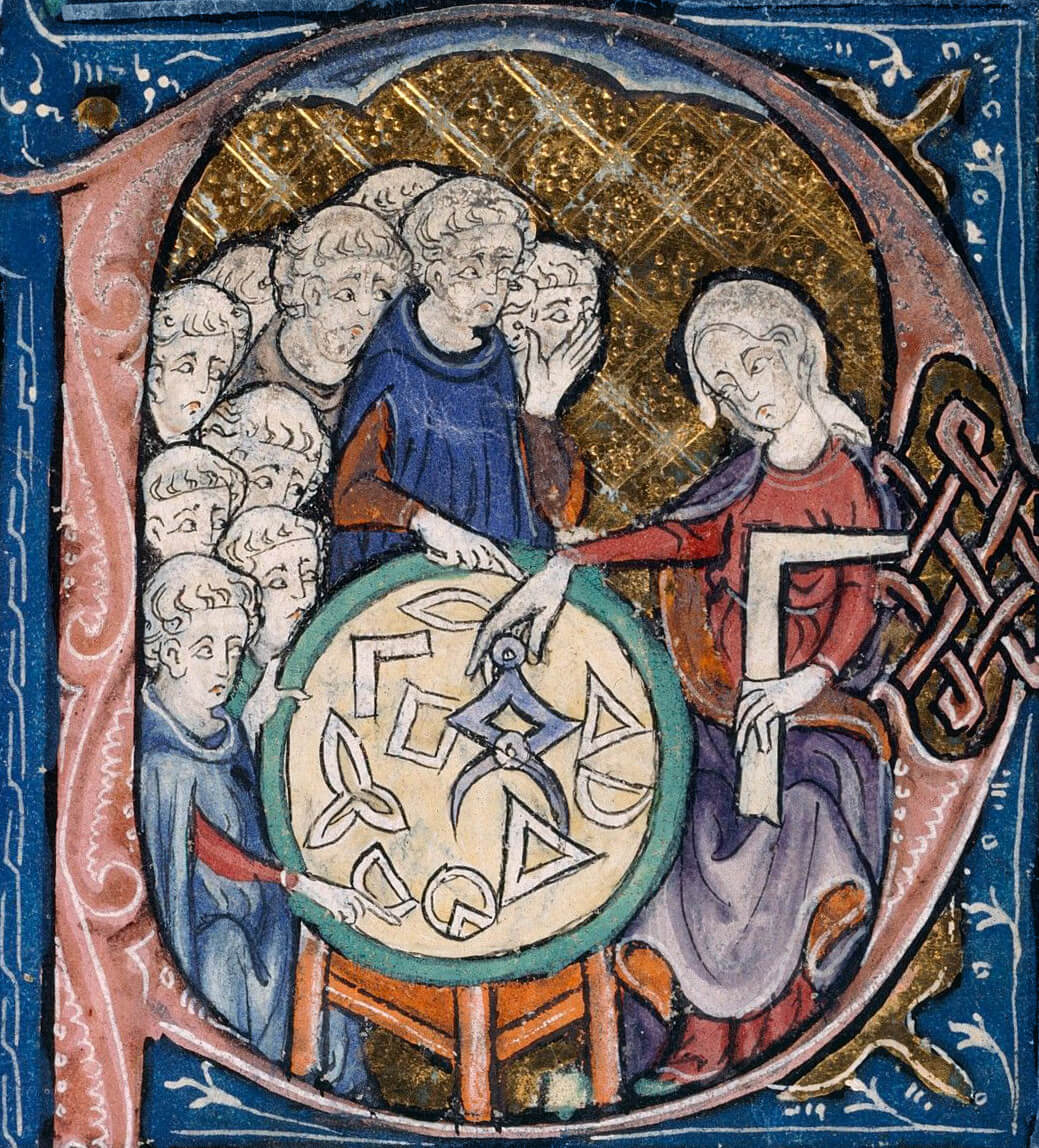
Femme enseignant la géométrie, illustration en introduction d'une traduction médiévale des Éléments d'Euclide (c. 1310 AD).Au Moyen Âge, la représentation d'une femme dans un rôle d'enseignant est inhabituelle. La femme représentée ici serait donc plutôt une personnification de la géométrie.

L'entrée des États-Unis dans la Seconde Guerre mondiale entraîne une importante pénurie d'ingénieurs alors que les hommes sont enrôlés dans les forces armées. Pour remédier à ce manque, des initiatives sont mises en place, telles que la formation en génie des femmes diplômées en mathématiques et en physique de la General Electric (GE). La Curtiss-Wright Corporation collabore avec l’Université du Minnesota, l’Université du Texas, le Rensselaer Polytechnic Institute ou l’Iowa State University pour créer un programme d’ingénierie de dix mois axé principalement sur la conception et la production d’aéronefs,. Le rôle des femmes sur le marché du travail, en particulier dans le domaine de l'ingénierie, a beaucoup évolué après la Seconde Guerre mondiale. Alors qu'elles accèdent au divorce et à une forme d'autonomie économique, leur nombre augmente dans le secteur de l’ingénierie. Cependant, leurs salaires restent inférieurs à ceux de leurs homologues masculins. 

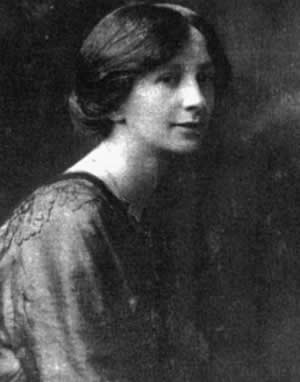
Alice Perry (1885-1969), ingénieure et poétesse irlandaise. Première femme à obtenir un diplôme d'ingénieur en Irlande et en Europe.

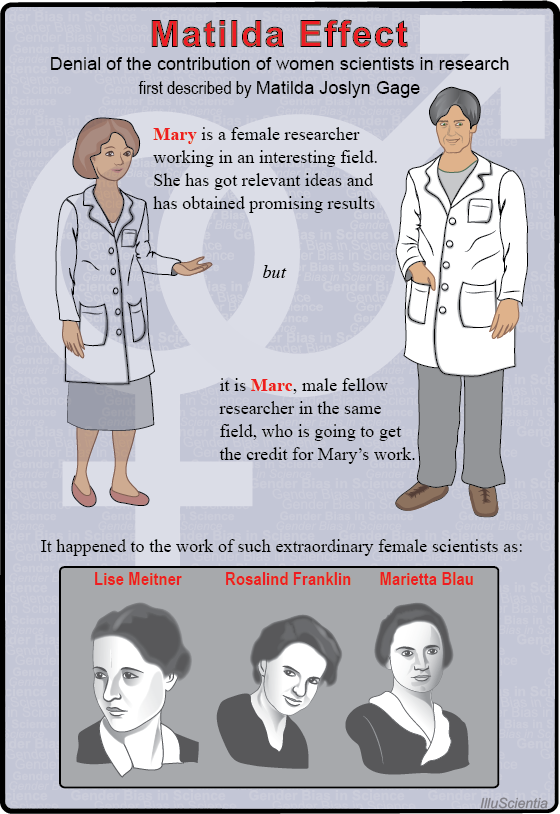
L'effet Matilda ou l'attribution des découvertes scientifiques à un collègue masculin.

Les femmes ingénieures ont également joué un rôle crucial dans la programmation d’ENIAC, premier ordinateur entièrement électronique et élaborer pour résoudre en principe, tous les problèmes calculatoires. Recrutées par l'armée en 1943, les programmeuses d'ENIAC ont permis des avancées considérables dans les techniques de programmation informatique, telles que l'invention des points d'arrêt, devenu un outil standard de débogage.
Au début des années 1950, Grace Hopper conçoit le premier compilateur, permettant de vulgariser à destination du grand public le langage et la programmation informatique.
Si dans les années 1970 l'informatique est surtout considéré comme relevant de la gestion de l'information (secteur tertiaire) et, de ce fait, était davantage féminisée que le secteur industriel, le développement du micro-ordinateur dans les années 1980, en particulier chez les garçons, les mêmes qui, la décennie suivante, arriveront sur le marché du travail, participent à la masculinisation de ce secteur dans la plupart des pays.

### Ouverture des universités aux femmes
Outre la pénurie d'ingénieurs en temps de guerre, le nombre de femmes progresse dans les domaines de l'ingénierie en raison de l'augmentation progressive du nombre d'universités publiques accueillant des étudiantes. En 1952, le Georgia Institute of Technology ouvre ses portes aux étudiantes en ingénierie, tandis que l’École polytechnique de Paris, première institution française d’ingénierie, commence à admettre des étudiantes à partir de 1972,,.

## Facteurs de la faible représentation des femmes dans l'ingénierie

### Stéréotypes de genre
L'ingénierie est un domaine traditionnellement dominé par les hommes. Les stéréotypes sexistes existants dès l'enfance peuvent expliquer que les jeunes filles ne manifestent pas le même intérêt que les garçons pour les différents domaines de l'ingénierie lors de leurs choix universitaires,. Il existe également des preuves significatives de la persistance de préjugés implicites à l'encontre des femmes ingénieures, en raison de la conviction que les hommes sont mathématiquement supérieurs et mieux adaptés aux emplois du génie,,. Deux exemples de stéréotypes prédominants concernant le genre et les STIM sont  – « les garçons sont meilleurs en maths et en sciences que les filles » et « les carrières des sciences et de l’ingénierie sont des domaines masculins ».
L'auto-efficacité des femmes contribue également au stéréotype de genre qui joue un rôle dans la sous-représentation des femmes en génie. La capacité des femmes à penser de manière critique qu'elles peuvent réussir et accomplir des réalisations est en corrélation avec les carrières universitaires qu'elles entreprennent. Les femmes qui affichent une personnalité dite auto-efficace ont tendance à choisir le domaine des sciences et de l'ingénierie. L'auto-efficacité est également corrélée aux rôles de genre puisque les hommes présentent souvent une auto-efficacité plus élevée que les femmes, ce qui peut également expliquer pourquoi, elles exercent majoritairement des emplois dans la pratique et non la décision,.
L’étude ICILS 2013 a conclu qu’en 8e année d’études, les filles étaient plus performantes que les garçons en maîtrise des outils informatiques et culture de l’information dans tous les pays participants, avec un écart moyen de 18 points. Cependant, leur auto-efficacité perçue en compétences de TIC avancées était sensiblement plus basse. Par exemple, en République de Corée, où était observé le plus grand écart de scores (38 points) en faveur des filles, l’auto- efficacité de celles-ci était inférieure de 3 points à celle des garçons.

### Les ingénieures en chiffres
Au cours des dernières années, 40% des femmes inscrites dans des programmes liés au génie ont quitté le domaine de l'ingénierie. Selon la Society of Women Engineers, une femme sur quatre quitte le terrain après un certain âge. Les taux d'inscription et d'obtention de diplôme des femmes dans les programmes d'ingénierie post-secondaires sont des indicateurs importants du nombre de femmes à entreprendre une carrière d'ingénieure. La sous-représentation des femmes dans les programmes de premier cycle contribue directement à leur sous-représentation dans les domaines scientifiques,. En 2018, selon l'Observatoire des inégalités, si les filles restent majoritaires dans l’enseignement supérieur, elles demeurent sous-représentées dans les formations scientifiques et technologiques,,. Dans l'ouvrage Brotopia, la journaliste américaine Emily Chang (journaliste) (en) témoigne de la culture misogyne dans la Silicon Valley et dresse le constat d’un problème endémique lié au sexisme,.
Cette disparité varie selon les disciplines du génie. Le nombre d'ingénieures est plus important dans les disciplines liées au développement sociétal et humain, telles que l'ingénierie agricole, biomédical et environnementale. Les femmes sont moins représentées dans les domaines de la mécanique, le génie électrique et le génie informatique,.

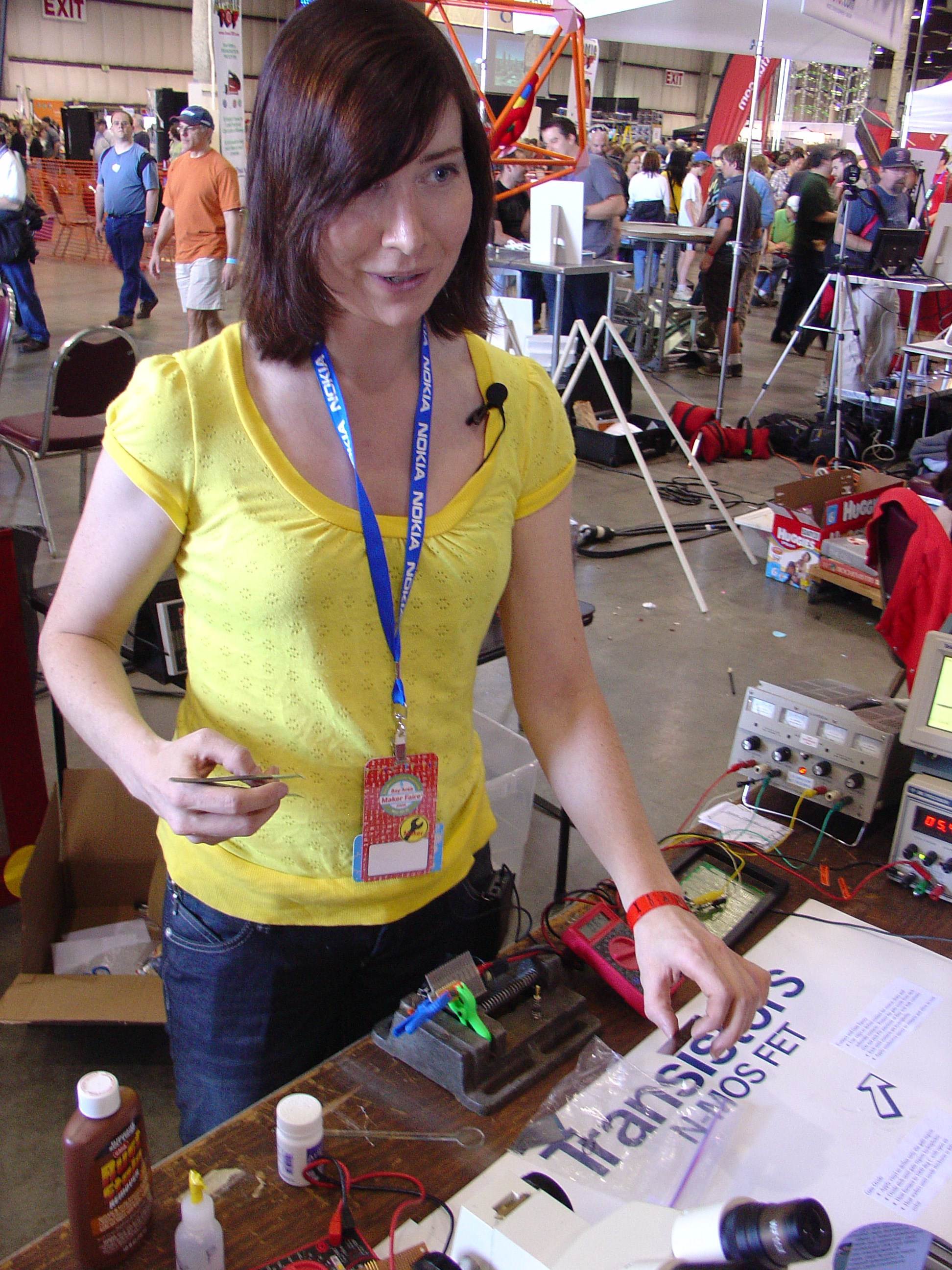
Jeri Ellsworth, entrepreneure américaine, conceptrice et inventrice de puces informatiques autodidactes, lors de la "Maker Faire" de la région de la Baie à San Francisco, en 2009.

Une étude réalisée par le Harvard Business Review a examiné les raisons pour lesquelles les taux de représentation des femmes dans le domaine de l'ingénierie restent inférieurs à ceux de leurs homologues masculins. L'enquête révèle que les taux d'étudiantes dans les programmes d'ingénierie sont continus en raison des aspects de collaboration sur le terrain. Les résultats de l'étude ont principalement déterminé la manière dont les femmes sont traitées différemment dans les travaux de groupe, au sein desquels les hommes sont majoritaires. L'enquête témoigne de la manière dont les hommes "ont exclu les femmes du véritable travail d'ingénieur". En outre, les femmes dans cette étude mettent en lumière la façon dont les professeurs se comportent différemment avec les étudiantes « juste parce qu'elles sont des femmes »,.
Malgré ce constat, la représentation des femmes dans les carrières STIM (science, technologie, ingénierie et mathématiques) augmente lorsque les administrateurs des collèges et universités travaillent à la mise en œuvre de programmes de mentorat et de politiques d'intégration professionnelle pour les femmes,.

### Culture de l'ingénierie
Une autre raison possible de la faible participation des femmes dans les domaines du génie est la prévalence de valeurs "associées au rôle de genre masculin" dans la culture du lieu de travail. Par exemple, certaines femmes ingénieures ont du mal à réintégrer le marché du travail après une période d'absence, liée notamment à un congé maternité.
Les hommes sont également associés à assumer des rôles de leadership sur le lieu de travail. En exerçant un pouvoir sur les femmes, ils peuvent créer un environnement de travail inconfortable pour elles, tel un salaire moins élevé à compétences égales. La communication est également un facteur contribuant à la division entre hommes et femmes. On dit qu'une communication d'homme à homme est plus directe, mais lorsqu'un homme explique une tâche à une femme, elle a tendance à parler avec des mots bas ou «à voix basse». Cela vient du stéréotype selon lequel les hommes sont plus qualifiés que les femmes pour l'ingénierie, ce qui les oblige à traiter les femmes comme des inférieurs et non des égaux.
Une partie de la domination masculine dans le domaine de l’ingénierie s’explique par leur perception de l’ingénierie elle-même. Une étude réalisée en 1964 a révélé que les hommes et les femmes croyaient que l’ingénierie était en réalité une activité masculine.
La masculinité qui domine les disciplines et les domaines de l’ingénierie est la preuve que les hommes eux-mêmes estiment qu’ils excellent «naturellement» dans les domaines liés aux mathématiques et aux sciences, tandis que les femmes excellent «naturellement» en linguistique ou en arts libéraux. Au cours des dernières décennies, la représentation des femmes dans la main-d'œuvre des domaines des STIM, en particulier de l'ingénierie, s'est considérablement améliorée. En 1960, les femmes représentaient environ 1% de tous les ingénieurs, en l'an 2000, elles représentaient 11% des ingénieurs,.
Les stratégies utilisées pour recruter davantage d'étudiantes du premier cycle visent par exemple à augmenter la visibilité des femmes dans les brochures des établissements. Il s'agit ainsi d'inculquer l'idée du positivisme associant le genre à la culture d'ingénieur, en créant un environnement plus favorable aux femmes à l'intérieur et à l'extérieur des classes. Pour que les universités encouragent les femmes à s'inscrire à leurs programmes d'études supérieures, les institutions doivent insister sur l'importance de recruter des femmes, insister sur l'importance de l'enseignement des STIM au premier cycle, offrir une aide financière et développer des méthodes plus efficaces pour recruter des femmes dans leurs programmes,.

## Statistiques

### Australie
En Australie, 14 % seulement des ingénieurs sont des femmes. Le taux de rétention des femmes en génie est également disproportionné. En 2006, 62,6 % des hommes qualifiés étaient des ingénieurs, contre 47,1 % des femmes qualifiées,.

### Canada
Bien que les femmes représentent généralement plus de la moitié de la population d'étudiants de premier cycle au Canada, le nombre de femmes en ingénierie reste disproportionnellement faible. Dans les années 1990, le nombre de femmes inscrites en ingénierie au premier cycle est de 18%, contre 20,6 % en 2001. Alors qu'en 2001, 21 % des étudiants en génie étaient des filles, en 2009, ce pourcentage atteint 17%. En 2010, 17,7% des étudiants en ingénierie de premier cycle étaient des femmes,. En 2010, le nombre de femmes inscrites au premier cycle universitaire est plus important dans les domaines de l'environnement, des biosystems et de la géologie.
Le nombre de femmes inscrites aux programmes de premier cycle, aux cycles supérieurs et aux programmes de doctorat en génie varie généralement d'une province à l'autre, le nombre le plus élevé étant observé en Saskatchewan, en Alberta et en Colombie-Britannique. En moyenne, 11% des enseignants en génie sont des femmes et le pourcentage de postes de direction occupés par des femmes est de 9% en moyenne. L'Université de Toronto détient le taux le plus élevé d'enseignantes au Canada avec 17% de femmes, tandis que Polytechnique Montréal, l'Université de la Colombie-Britannique et l'Université Dalhousie affichent un taux de 13% d'enseignantes.

### États-Unis
Les femmes sont sous-représentées dans l'ingénierie, aussi bien comme étudiantes diplômées en génie que comme ingénieures en activité. Le nombre de licences délivrées à des femmes est passé de 20,4% en 2003 à 17,8% en 2009 et à 18,9% en 2012. La sous-représentation des femmes parmi les ingénieurs varie selon les domaines. En 2008, les ingénieures en mécanique représentaient 6,7% de la population féminine, 7,7% se consacraient à l'industrie électrique et électronique, 10,4% à l'aérospatiale et au génie civil, 13,1% à la chimie et 20,9% au génie informatique,. Le pourcentage de maîtrises délivrées à des femmes n'a pas beaucoup changé entre 2003 (22,3%) et 2012 (23,1%). Le pourcentage de diplômes de doctorat délivrés à des femmes ingénieurs a augmenté de 11,6% en 1995 à 17,4% en 2004, de 21,1% en 2008 à 22,2% en 2012.
Depuis 1997, le pourcentage de femmes asiatiques inscrites dans les grandes écoles d'ingénieur est passé d'environ 30% à 34%, mais a également diminué en 2002. Les femmes afro-américaines ont vu leur représentation dans le secteur de l'ingénierie passer de 21% à 33% au cours de la même période. Les femmes mexicaines et portoricaines ont vu leur représentation augmenter de 25% à 31%. Même si les différentes origines sont incluses dans ces statistiques, les hommes de toutes origines confondues sont toujours plus nombreux que les femmes inscrites dans les programmes de licence en génie,.

### France
En 2016, les femmes inscrites en cycle ingénieur représentent moins de 27% de l'effectif total d'élèves-ingénieurs. Selon une enquête menée par la Conférence des directeurs des écoles françaises d'ingénieurs (CDEFI), avec un taux de 18%, la féminisation des effectifs en formation d'ingénieur reste plus lente dans les cursus par apprentissage. Une fois que les étudiantes ont intégré un cycle ingénieur, elles s'orientent davantage vers les domaines de la chimie (58,6%) ou de l'agriculture (57,9%). Les femmes restent moins représentées dans les sciences informatiques (16,4%). Depuis 2010, le concours et opération de communication nationale Ingénieuses vise à réduire ces écarts de représentativités,.

### Malaisie
Contrairement à tous les autres pays, l'informatique est un secteur majoritairement féminin en Malaisie. Ainsi, au sein de la faculté d'informatique et des technologies de l'information de Kuala Lumpur, tous les responsables sont des femmes.

## Organisations professionnelles de promotion des femmes en ingénierie
Parmi une liste non exhaustive :
| Organisations                                                                    | Pays                                                                           |
| -------------------------------------------------------------------------------- | ------------------------------------------------------------------------------ |
| African Women in Science and Engineering (AWSE)                                  | Kenya, Tanzanie, Ouganda                                                       |
| Anita Borg Institute for Women and Technology                                    | Organisation mondiale                                                          |
| Association of Francophone Women in STEM (AFFESTIM)                              | Canada                                                                         |
| Association of Korean Women Scientists and Engineers                             | Corée du Sud                                                                   |
| Association of Professional Women Engineers of Nigeria (APWEN)                   | Nigéria                                                                        |
| Association of South African Women in Science and Engineering                    | Afrique du Sud                                                                 |
| Associazione Italiana Donne Ingegneri e Architetti (AIDIA)                       | Italie                                                                         |
| Codette                                                                          | Roumanie                                                                       |
| Femmes ingénieures (FI)                                                          | France                                                                         |
| German Association of Women Engineers                                            | Allemagne                                                                      |
| Global Women Inventors and Innovators Network                                    | Organisation mondiale                                                          |
| Grace Hopper Celebration of Women in Computing                                   | États-Unis                                                                     |
| Institute of Electrical and Electronics Engineers (IEEE) Women in Engineering    | Organisation mondiale                                                          |
| International Network of Women Engineers and Scientists Japan (INWES Japan)      | Japon                                                                          |
| Ontario Network of Women in Engineering                                          | Canada                                                                         |
| Robogals                                                                         | Australie, Royaume-Uni, États-Unis, Afrique du Sud, Canada, Japon, Philippines |
| Society of Women Engineers                                                       | États-Unis                                                                     |
| Stemettes                                                                        | Royaume-Uni                                                                    |
| Vietnam Association for Intellectual Women                                       | Vietnam                                                                        |
| WISE Campaign                                                                    | Royaume-Uni                                                                    |
| WomEng                                                                           | Organisation mondiale                                                          |
| Women in Aviation                                                                | États-Unis                                                                     |
| Women in Building Services Engineering                                           | United Kingdom                                                                 |
| Women In Engineering ProActive Network                                           | États-Unis                                                                     |
| Women in Engineering Student Society                                             | Royaume-Uni                                                                    |
| Women in Science & Engineering (WiSE)                                            | États-Unis                                                                     |
| Women in Science, Technology, Engineering and Mathematics (WSTEM)                | Mongolie                                                                       |
| Women in SET                                                                     | Royaume-Uni                                                                    |
| Women in Technology International                                                | Organisation mondiale                                                          |
| Women's Engineering Society                                                      | Royaume-Uni                                                                    |
| Women of STEM                                                                    | États-Unis                                                                     |
| World Federation of Engineering Organisations Committee for Women in Engineering | Organisation mondiale                                                          |

## Sources
- Cet article est partiellement ou en totalité issu de la page « Déchiffrer le code: l'éducation des filles et des femmes aux sciences, technologie, ingénierie et mathématiques (STEM) » de UNESCO, le texte ayant été placé par l’auteur ou le responsable de publication sous la CC BY-SA 3.0 IGO